# Toshiyuki Seino
Toshiyuki Seino (26 de octubre de 1938) es un deportista estadounidense que compitió en judo. Ganó dos medallas en los Juegos Panamericanos en los años 1963 y 1967, y dos medallas en el Campeonato Panamericano de Judo en los años 1965 y 1968.

## Palmarés internacional
| Juegos Panamericanos    | Juegos Panamericanos            | Juegos Panamericanos | Juegos Panamericanos |
| Año                     | Lugar                           | Medalla              | Categoría            |
| ----------------------- | ------------------------------- | -------------------- | -------------------- |
| 1963                    | São Paulo (Brasil)              | Medalla de oro       | –70 kg               |
| 1967                    | Winnipeg (Canadá)               | Medalla de plata     | –70 kg               |
| Campeonato Panamericano |                                 |                      |                      |
| Año                     | Lugar                           | Medalla              | Categoría            |
| 1965                    | Ciudad de Guatemala (Guatemala) | Medalla de oro       | –68 kg               |
| 1968                    | San Juan (Puerto Rico)          | Medalla de oro       | –70 kg               |